# گرینزبرگ (کنتاکی)
گرینزبرگ (به انگلیسی: Greensburg) شهری در ایالت کنتاکی کشور ایالات متحده آمریکا است که جمعیت آن در سرشماری سال ۲۰۱۰ میلادی، ۲٬۱۶۳ نفر بوده‌است.